# Pallavolo Milano Vittorio Veneto
La Pallavolo Milano Vittorio Veneto è una società pallavolistica maschile di Milano.

## Storia della società
Il club nacque nel 1950 all'interno del liceo scientifico "Vittorio Veneto" e in quell'anno fu affiliato alla FIPAV. Nel corso degli anni 50 e 60 del XX secolo conseguì risultati di pregio grazie all'apporto del CSI, fino al 1968, e successivamente del CUS.

### Maschile
Approdato in Serie A nel 1958, il Vittorio Veneto vi giocò per nove campionati, alternando tornei di A e B e ottenendo, come miglior risultato, un quinto posto nel 1966-67. Al declino del Vittorio Veneto nel decennio seguente corrispose l'ascesa di un altro club proveniente da una scuola superiore meneghina, il Gonzaga Milano, patrocinato a sua volta dal CSI.
Sfruttando il settore giovanile e assorbendo l'attività del CUS nel 1979, il club neroverde conobbe un buon periodo nei primi anni 80, giocando una stagione in Serie A2 nel 1983-84 al Palalido. Da qui in avanti, i sempre maggiori costi di gestione preclusero il proseguimento dell'attività ad alti livelli, con conseguente cessione del titolo sportivo ai concittadini del Gonzaga.
Nel suo settore giovanile sono cresciuti, tra gli altri, Daniele Vergnaghi, Paolo Cozzi, Claudio Galli e i nazionali juniores Guido De Caro e Paolo Alessandro Amari.

### Femminile
L'attività femminile partì nel 1958; dopo buoni risultati nei campionati studenteschi e regionali, a partire dal 1965, anno in cui il CUS garantì il suo sostegno, scalò le categorie fino ad approdare in Serie A nel 1969-70. Scomparsa nel 1976, la sezione femminile ripartì nel 1985; la sezione è stata chiusa nel 2010.